# Willy Gysi
Willy Gysi   (Basilea, 9 de gener de 1918 - Berna, 12 de maig de 2001) fou un jugador d'handbol suís que va competir durant la dècada de 1930.
El 1936 va prendre part en els Jocs Olímpics de Berlín, on guanyà la medalla de bronze en la competició d'handbol.